# Valea Presnei, Călărași
Valea Presnei este un sat în comuna Gurbănești din județul Călărași, Muntenia, România.
Valea presnei este un sat situat lângă lacul Mostistea aceasta datează de prin anul 1920 când locuitori  s-au mutat din Preasna veche în Valea presnei, cauzele mutării sunt necunoscute.
Cea mai veche casă datează din anul 1920 care încă este locuită